# برنت (تگزاس)
برنت، تگزاس(به انگلیسی: Burnet, Texas) شهری در ایالت تگزاس از ایالات جنوبی ایالات متحده آمریکا است. در سرشماری سال ۲۰۰۰، جمعیت این شهر ۴۷۳۵ نفر اعلام شد.